# گروگوری
گروگوری (به انگلیسی: Gerogery) یک شهرک در استرالیا است که در نیو ساوت ولز واقع شده‌است.